# Předonín
Předonín je vesnice, část obce Bechlín v okrese Litoměřice. Je vzdálena 2 km od Bechlína a je oddělena kopcem Klouček (dříve též Kluk, 209 m n. m.). Nachází se mezi městy Štětí a Roudnice nad Labem, od kterých je vzdálena 4 km. Předonín má vlastní katastrální území, v jehož východní části se nachází ještě osada Benzínov či Benzinov, která nese název po skladu ropných produktů ČEPRO a. s. v okolí nedalekého Hněvického vrchu, vybudovaném ve 40. letech. Do katastrálního území Předonín patří i vrchol Kloučku s vysílací věží. Severozápadně od Kloučku se nachází hájovna Jezero.

## Historie
Nejstarší písemná zmínka pochází z roku 1338.
Ves byla věnována jedné z dcer původního majitele Bechlína, která měla podobné jméno jako nynější název vsi (Przednin). Občané byli převážně drobní zemědělci, k hlavním zemědělským odvětvím patřilo chmelařství a řepařství.
Do školy se muselo docházet až do sousedního Bechlína, proto byla v Předoníně v roce 1893 postavena škola s jednou třídou a rozšířena roku 1957 o další třídu. Místo ní však byla v letech 1959–1962 postavena nová dvoutřídní škola, která se ale neujala pro nedostatek dětí, a proto byla v roce 1986 zrušena.
V roce 1869 byla vesnice součástí obce Hněvice, v letech 1880–1950 samostatnou obcí a od roku 1961 se vesnice stala součástí obce Bechlín.

### Z kroniky
Když koncem XIII. století vladyka bechelský provdal nejstarší ze svých tří dcer za pana Bycena z Cítova, dal jí upsat věnem třetinu svého majetku a mimo jiné také tři dvory kmetcí směrem od kopce zvaného „Kluk“ k obci Záluží. Tento díl majetku nazval podle dcery nejstarší, tedy přední „Przednin“(díl), z čehož brzo vsunutím samohlásky „o“ utvořilo se „Przedonin“ později „Předonín. Takto vznikl nejprve pouhý název dědiny za „Klukem“ směrem k Záluží rozložené, liduprázdné, hustě zalesněné, místy bažinaté a močálovité. Teprve potomci onoho prvního Bycena z Cítova se stali během XIV. století zakládáním dvorců a dosazováním hospodářů původci obce Předonína. Proto by také bylo marné hledat zde obdobné archeologické nálezy, jaké se podařilo objevit v Bechlíně. Občané byli převážně drobní zemědělci, k hlavním zemědělským odvětvím patřilo chmelařství a řepařství.
Předonín patřil pod farní úřad Bechlín. Za školním vzděláním se také docházelo do sousedního Bechlína, škola byla v Předoníně postavena v roce 1893. 17. září 1893 byla vysvěcena a předána prvnímu správci školy panu učiteli Fr. Svobodovi. V roce 1957 se z učitelského bytu vybudovala druhá třída a v letech 1959–1962 se v obci postavila nová dvoutřídní škola, která pro nedostatek dětí byla v roce 1986 zrušena.

## Obyvatelstvo
|                                                                  | 1869 | 1880 | 1890 | 1900 | 1910 | 1921 | 1930 | 1950 | 1961 | 1970 | 1980 | 1991 | 2001 | 2011 | 2021 |
| ---------------------------------------------------------------- | ---- | ---- | ---- | ---- | ---- | ---- | ---- | ---- | ---- | ---- | ---- | ---- | ---- | ---- | ---- |
| Obyvatelé                                                        | 222  | 232  | 277  | 324  | 409  | 427  | 438  | 433  | 507  | 485  | 428  | 398  | 419  | 493  | 499  |
| Domy                                                             | 43   | 43   | 49   | 68   | 89   | 96   | 108  | 128  | .    | 145  | 136  | 153  | 159  | 174  | 186  |
| Počet domů z roku 1961 je zahrnut v domech místní části Bechlín. |      |      |      |      |      |      |      |      |      |      |      |      |      |      |      |